# Aeropuerto de Murcia-San Javier
El Aeropuerto de Murcia-San Javier (IATA: MJV, OACI: LELC) es una base aérea militar del Ejército del Aire que estuvo abierta al tráfico civil como aeropuerto público gestionado por Aena hasta el 14 de enero de 2019. Está situado en la ribera norte del Mar Menor, en la pedanía de Santiago de la Ribera del municipio de San Javier, Región de Murcia, España. Cerró al tráfico civil a partir del 15 de enero de 2019, siendo reemplazado desde ese día por el nuevo Aeropuerto Internacional de la Región de Murcia.

## Descripción

### Operaciones
El aeropuerto tenía la capacidad para recibir aviones de mediano tamaño como un Boeing 757 o un Airbus A321. Cuenta con dos pistas, la principal es la 05R/23L y otra secundaria 05L/23R de menor longitud, abierta en 2011 y destinada en exclusiva a material E-26 Tamiz de la escuela elemental de San Javier, con lo que la principal era utilizada por material E-25 Mirlo (CASA C-101) combinado con vuelos civiles durante todo el día.
La base aérea militar data de la década de 1930 y está situada en el extremo norte del aeropuerto. Se utiliza principalmente por aviones de hélice y de reacción de entrenamiento de la Fuerza Aérea Española, incluyendo un equipo acrobático muy conocido, la Patrulla Águila, que a menudo se les puede ver practicando sobre el Mar Menor. 
En los últimos años, el Aeropuerto de Murcia incrementó su tráfico de pasajeros gracias a la llegada de varias aerolíneas de bajo coste. Según Aena, el número de pasajeros pasó de 88 608 en 1995 a 1 181 490 pasajeros en 2012.

### Remodelación
Fue remodelado para ser usado como aeropuerto civil en 1995, año en el cual tuvo un volumen de 88 608 pasajeros. En el año 2004 la terminal recibió una ampliación de 1100 metros, además de implementar nuevos equipos en la zona de entrega de equipaje. Hacia 2006 se terminaron las obras de remodelación y ampliación donde se habilitaron 8 mostradores más quedando un total de 18, se aumentó el tamaño de la zona de seguridad, se inauguraron una cafetería y tiendas de duty free además de nuevos baños.
En marzo de 2011 se inauguró la segunda pista del aeropuerto para que pudiese operar como aeropuerto civil las 24 horas al día, tras una inversión de unos 67 millones de euros por parte de la empresa estatal Aena.
En junio de 2011 el nuevo director del aeropuerto de San Javier confirmó que Aena tenía previsto un plan de inversiones (como la ampliación de la terminal de pasajeros) y que no se cerraría San Javier con la apertura del nuevo Aeropuerto Internacional de la Región de Murcia en Corvera.
Sin embargo, al quedar Aena como adjudicataria del nuevo Aeropuerto Internacional, se confirmó que todas las operaciones y el personal serían trasladados de San Javier a Corvera, quedando San Javier para uso militar exclusivamente.
El aeropuerto cerró al tráfico civil el 14 de enero de 2019, debido a la apertura el día siguiente del nuevo aeropuerto de Corvera. El último vuelo fue operado por Ryanair entre San Javier y Mánchester.
Este aeropuerto cuenta con una calle para la toma en situaciones de viento cruzado, esta calle llamada calle Papa, tiene una longitud de 2625 pies.

## Historia
En abril de 1939, al terminar la Guerra Civil, el entonces conocido como Campo de Aviación de La Ribera fue habilitado por el bando vencedor como campo de concentración de prisioneros pertenecientes a la aviación republicana. Ya el 6 de abril había 2422 personas internadas, y hay constancia de que en noviembre del mismo año el recinto seguía operativo. Allí se establecieron también tribunales especiales de Aviación encargados de llevar a cabo la depuración franquista de los militares capturados.

## Aerolíneas y destinos

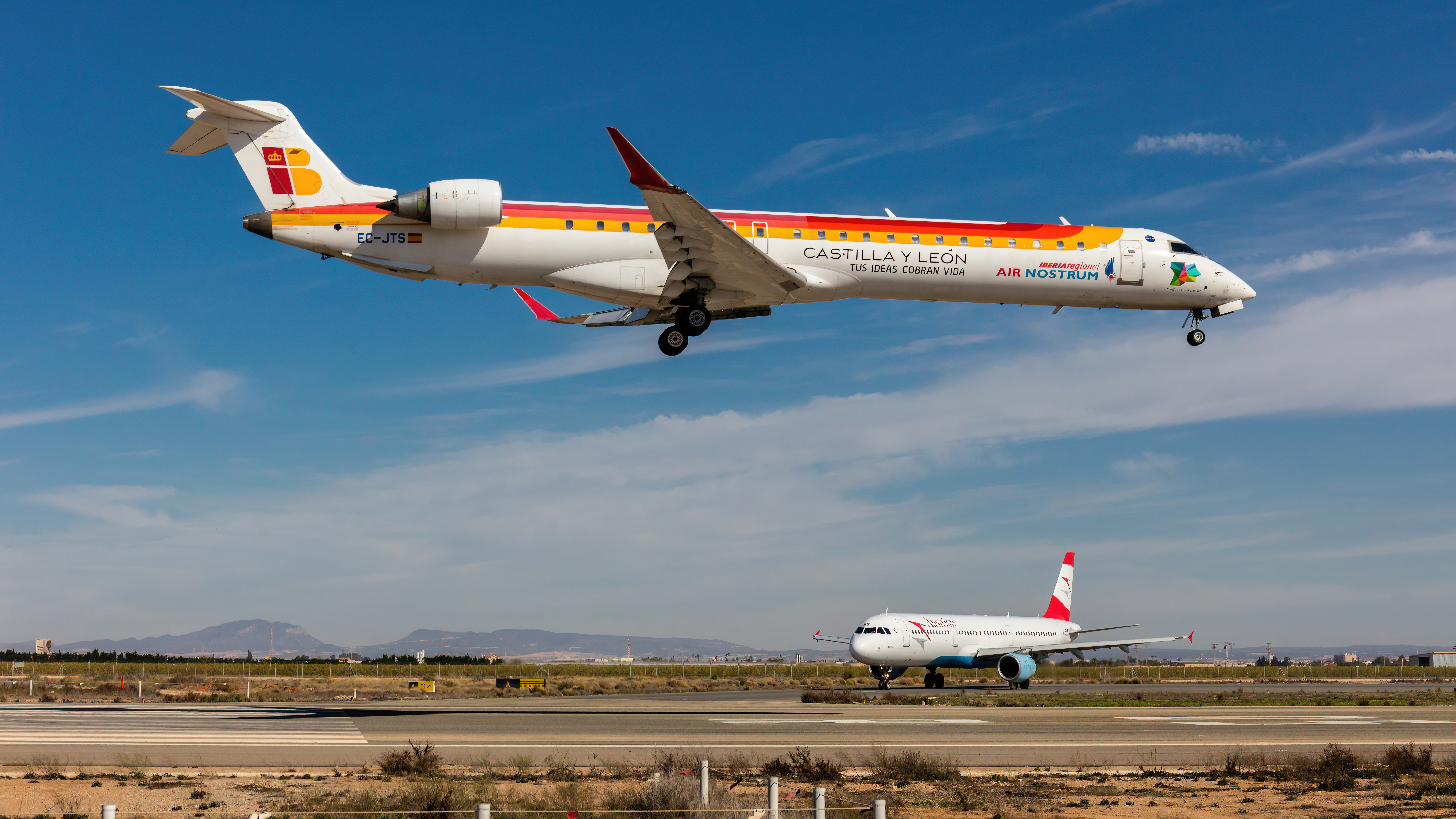
Aterrizaje de un avión de Air Nostrum

En el momento de su cierre operaban en el aeropuerto diez aerolíneas, que volaban a diversos puntos de Europa. De estos destinos, la mayoría de pasajeros eran turistas, que tenían como destino principal las costas de la Región de Murcia y del sur de Alicante y las ciudades de Murcia y Cartagena. Anteriormente, existían vuelos diarios a Madrid-Barajas, siendo esta la única conexión nacional del aeropuerto.
Los destinos citados a continuación operaron desde San Javier en su último año de funcionamiento, el 2018. Todas las aerolíneas trasladaron sus vuelos al nuevo Aeropuerto Internacional de la Región de Murcia, a excepción de British Airways y Aer Lingus, que cancelaron sus rutas. Además, Ryanair finalizó las conexiones con Fráncfort y Eindhoven, mientras que Jet2.com dejó de volar a Edimburgo y Newcastle.
| Ciudades por países | Nombre del aeropuerto                 | Aerolíneas |
| Europa              | Europa                                | Europa |
| ------------------- | ------------------------------------- | --- |
| Alemania            |                                       | |
| Fráncfort del Meno  | Aeropuerto de Fráncfort del Meno      | Ryanair (estacional) (finalizó el 24/10/2018) |
| Bélgica             |                                       | |
| Amberes             | Aeropuerto de Amberes-Deurne          | TUI fly Belgium (finalizó el 12/01/2019, traslado a RMU desde el 16/01/2019)                                                                            |
| Charleroi           | Aeropuerto de Charleroi-Bruselas Sur  | TUI fly Belgium (finalizó el 12/01/2019, traslado a RMU desde el 16/01/2019)                                                                            |
| Irlanda             |                                       | |
| Dublín              | Aeropuerto de Dublín                  | Aer Lingus (estacional) (finalizó el 28/09/2018) / Ryanair (finaliza el 12/01/2019, traslado a RMU desde el 15/01/2019)                                 |
| Noruega             |                                       | |
| Bergen              | Aeropuerto de Bergen-Flesland         | Norwegian Air Shuttle (estacional) (finalizó el 11/08/2018, traslado a RMU desde el 19/06/2019)                                                         |
| Oslo                | Aeropuerto de Oslo-Gardermoen         | Norwegian Air Shuttle (estacional) (finalizó el 11/08/2018, traslado a RMU desde el 03/04/2019)                                                         |
| Stavanger           | Aeropuerto de Stavanger-Sola          | Norwegian Air Shuttle (estacional) (finalizó el 11/08/2018, traslado a RMU desde el 18/06/2019)                                                         |
| Trondheim           | Aeropuerto de Trondheim-Værnes        | Norwegian Air Shuttle (estacional) (finalizó el 11/08/2018, traslado a RMU desde el 22/06/2019)                                                         |
| Países Bajos        |                                       | |
| Eindhoven           | Aeropuerto de Eindhoven               | Ryanair (finalizó el 04/11/2018) |
| Reino Unido         |                                       | |
| Birmingham          | Aeropuerto de Birmingham              | Ryanair (finalizó el 12/01/2019, traslado a RMU desde el 15/01/2019)                                                                                    |
| Bournemouth         | Aeropuerto de Bournemouth             | Ryanair (estacional) (finalizó el 26/10/2018, traslado a RMU desde el 01/04/2019)                                                                       |
| Brístol             | Aeropuerto de Brístol                 | easyJet (finalizó el 12/01/2019, traslado a RMU desde el 15/01/2019)                                                                                    |
| East Midlands       | Aeropuerto de East Midlands           | Ryanair (finalizó el 12/01/2019, traslado a RMU desde el 15/01/2019)                                                                                    |
| Edimburgo           | Aeropuerto de Edimburgo               | Jet2.com (estacional) (finalizó el 22/10/2018) |
| Glasgow             | Aeropuerto de Glasgow-Prestwick       | Ryanair (estacional) (finalizó el 27/10/2018, traslado a RMU desde el 01/04/2019)                                                                       |
| Leeds               | Aeropuerto de Leeds Bradford          | Jet2.com (estacional) (finalizó el 02/11/2018, traslado a RMU desde el 29/03/2019) Ryanair (finalizó el 12/01/2019, traslado a RMU desde el 15/01/2019) |
| Londres             | Aeropuerto de Londres-Gatwick         | easyJet (finalizó el 14/01/2019, traslado a RMU desde el 18/01/2019)                                                                                    |
| Londres             | Aeropuerto de Londres-Heathrow        | British Airways (estacional) (finalizó el 27/10/2018)                                                                                                   |
| Londres             | Aeropuerto de Londres-Luton           | Ryanair (finalizó el 13/01/2019, traslado a RMU desde el 15/01/2019)                                                                                    |
| Londres             | Aeropuerto de Londres-Southend        | easyJet (finalizó el 12/01/2019, traslado a RMU desde el 15/01/2019)                                                                                    |
| Londres             | Aeropuerto de Londres-Stansted        | Ryanair (finalizó el 13/01/2019, traslado a RMU desde el 15/01/2019)                                                                                    |
| Mánchester          | Aeropuerto de Mánchester              | Jet2.com (estacional) (finalizó el 02/11/2018, traslado a RMU desde el 01/04/2019) Ryanair (finalizó el 12/01/2019, traslado a RMU desde el 16/01/2019) |
| Newcastle upon Tyne | Aeropuerto Internacional de Newcastle | Jet2.com (estacional) (finalizó el 26/10/2018) |
| República Checa     |                                       | |
| Brno                | Aeropuerto de Brno-Tuřany             | Travel Service (chárter estacional) |
| Ostrava             | Aeropuerto de Ostrava-Leoš Janáček    | Travel Service (chárter estacional) |
| Praga               | Aeropuerto de Praga-Václav Havel      | Chárter estacional: Czech Airlines / Travel Service / Enter Air                                                                                         |

## Tráfico y estadísticas
Ver fuente y consulta Wikidata.
| Pasajeros | 1.416.537 | 1.646.129 | 2.002.949 | 1.876.255 | 1.630.684 | 1.349.579 | 1.262.597 | 1.181.782 | 1.140.813 | 1.095.343 | 1.067.576 | 1.096.980 | 1.196.605 | 1.273.424 |

## Transporte terrestre
Accesos por carretera al aeropuerto:

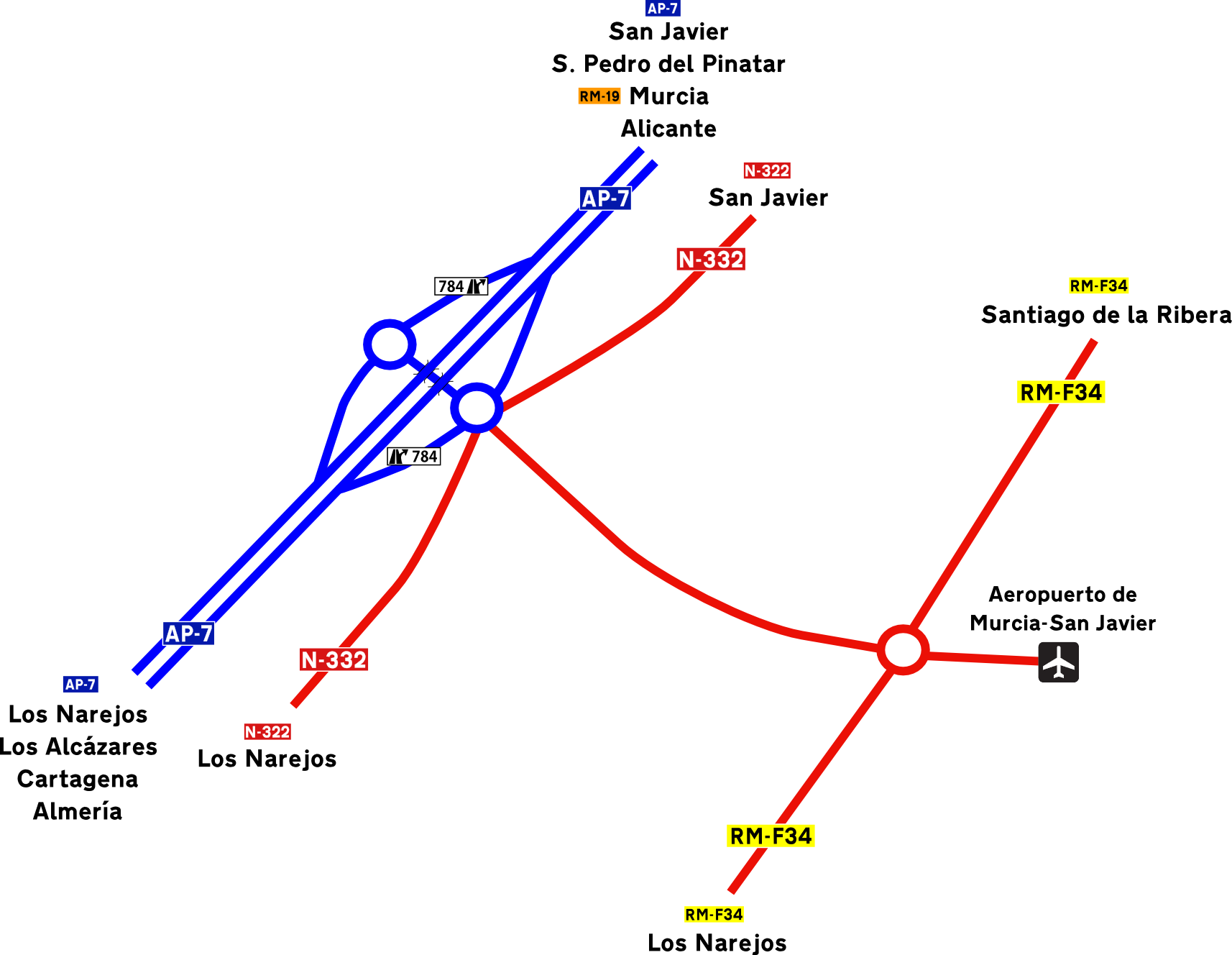